# 장도하
장도하(1995년 2월 19일 ~)는 대한민국의 배우다.

## 출연작

### 드라마
- 2019년 JTBC 《나의 나라》 - 결 역
- 2022년 tvN 《별똥별》 - 장석우 역
- 2024년 SBS 《지옥에서 온 판사》 - 문정준 역